# Kanton Cagnes-sur-Mer-2
Der Kanton Cagnes-sur-Mer-2 ist ein französischer Wahlkreis im Département Alpes-Maritimes in der Region Provence-Alpes-Côte d’Azur. Er umfasst einen Teilbereich der Gemeinde Cagnes-sur-Mer und zwei weitere Gemeinden im Arrondissement Grasse. Durch die landesweite Neuordnung der französischen Kantone wurde er 2015 neu geschaffen.

## Gemeinden
Der Kanton besteht aus drei Gemeinden und Gemeindeteilen mit insgesamt 47.555 Einwohnern (Stand: 1. Januar 2022) auf einer Gesamtfläche von 29,90 km²:
| Gemeinde                | Einwohner 1. Januar 2022 | Fläche km² | Dichte Einw./km² | Code INSEE | Postleitzahl |
| ----------------------- | ------------------------ | ---------- | ---------------- | ---------- | ------------ |
| Cagnes-sur-Mer          | 8.716                    | 6,69       | 1.303            | 06027      | 06800        |
| La Gaude                | 7.194                    | 13,10      | 549              | 06065      | 06610        |
| Saint-Laurent-du-Var    | 31.645                   | 10,11      | 3.130            | 06123      | 06700        |
| Kanton Cagnes-sur-Mer-2 | 47.555                   | 29,90      | 1.590            | 0606       | –            |

1. ↑   Nur der nordöstliche Teil der Gemeinde, der Rest gehört zum Kanton Cagnes-sur-Mer-1.

## Politik
| Vertreter im Departementrat | Vertreter im Departementrat      | Vertreter im Departementrat |
| Amtszeit                    | Namen                            | Partei                      |
| --------------------------- | -------------------------------- | --------------------------- |
| 2015–2021                   | Joseph Segura Vanessa Siegel     | LR                          |
| 2021–                       | Joseph Segura Pierrette Alberici | LR                          |